# 둥창구

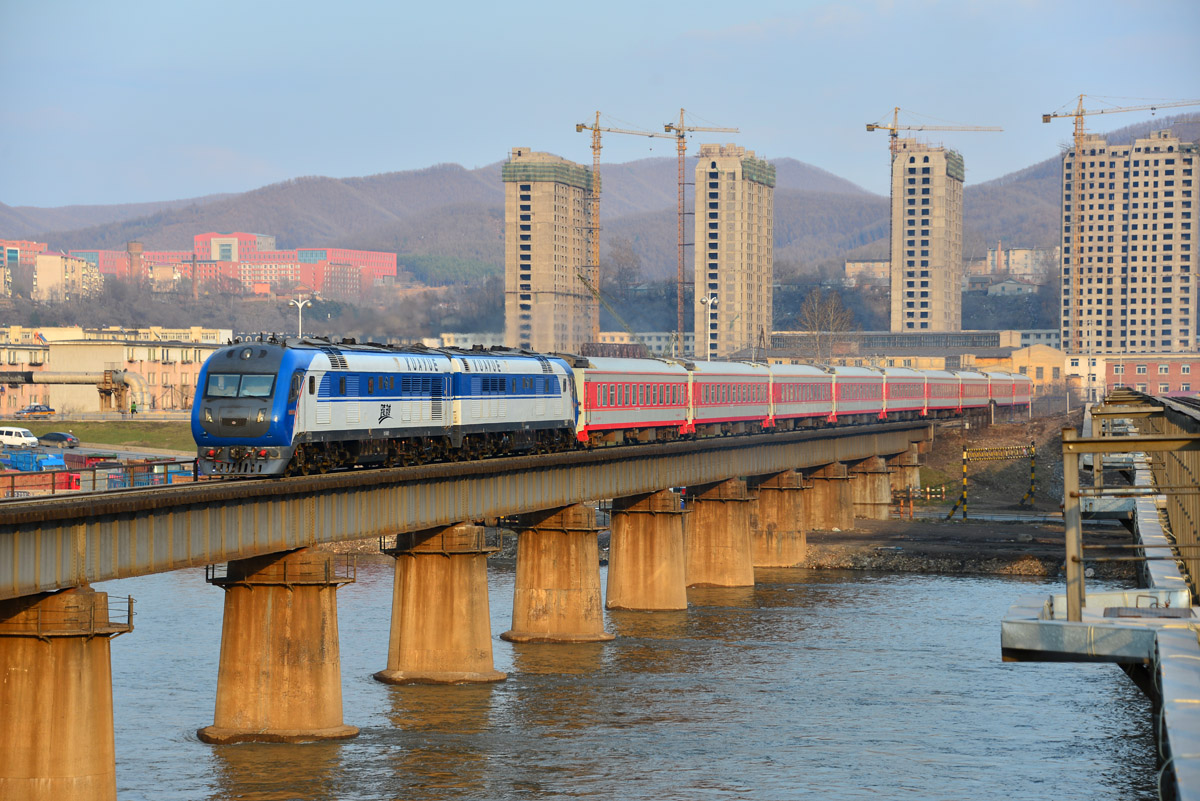

둥창구(한국어: 동창구, 중국어: 东昌区, 병음: Dōngchāng Qū)는 중화인민공화국 지린성 퉁화 시의 행정구역이다. 넓이는 383km2이고, 인구는 2007년 기준으로 320,000명이다.

## 행정 구역
7개 가도, 1개 진, 2개 향을 관할한다.
- 가도: 光明街道, 民主街道, 东昌街道, 龙泉街道, 新站街道, 老站街道, 团结街道.
- 진: 金厂镇.
- 향: 江东乡, 环通乡.